# Дети Памира
«Дети Памира» — советский фильм режиссёра Владимира Мотыля, снятый в 1962 году. Экранизация поэмы Мирсаида Миршакара «Ленин на Памире».
Премьера фильма состоялась в Душанбе в декабре 1962 и затем в Москве 28 августа 1963 года.

## Сюжет
Действие фильма происходит в начале 20-х годов в высокогорном ауле на Памире, где люди живут в почти первобытной нищете и скудности. Сюда приходит отряд красноармейцев. Командир рассказывает жителям о том, что отныне они будут жить по законам советской власти. Отряд вскоре уходит, оставив только одного человека. Он организует для ребят школу и становится ее первым учителем.
Приходит весть о смерти Ленина. По вызову райкома учитель уезжает в Хорог. Школу закрывают. Ученики отправляются вслед за учителем в город, в пути они едва не погибают,[уточнить] их удается спасти.

## В ролях
| Актёр               | Роль               |
| ------------------- | ------------------ |
| Бодурбек Мирзобеков | Даврон             |
| Олег Тулаев         | Акбархон сын судьи |
| Нина Сандалова      | Заррина            |
| Валерий Лебедев     | Саидбек            |
| Мансур Гурминджев   | Навруз             |
| Ираклий Нижарадзе   | Атобек             |
| Насыр Хасанов       | Сафар              |
| Раиса Куркина       | врач               |
| Б. Таджиев          | судья              |
| Николай Бармин      | командир           |

## Награды
- (1963) Диплом II степени фильму на Смотре-соревновании кинематографистов Средней Азии и Казахстана в Душанбе—63;
- (1964) Государственная премия Таджикской ССР имени А.Рудаки (1964, удостоены реж. В.Мотыль, сценаристы, оператор);
- (1964) Диплом СК СССР Всесоюзный кинофестиваль—64 в Ленинграде;
- (1964) Премия имени Патриса Лумумбы за операторскую работу (Б.Середин) МКФ стран Азии и Африки в Джакарте.

## Съёмочная группа
- Режиссер: Владимир Мотыль
- Сценаристы: Мирсаид Миршакар, Зинаида Филимонова
- Оператор: Борис Середин
- Композитор: Карэн Хачатурян
- Художник: Давид Ильябаев